# 武内プレス工業
武内プレス工業株式会社（たけうちプレスこうぎょう、英: TAKEUCHI PRESS INDUSTRIES CO., LTD.）は、富山県富山市に本社を置く日本の金属包装容器製造業者。

## 沿革
- 1873年（明治6年）牛嶋屋金物店を創業。
- 1901年（明治34年）日本で最初のアルミ製高貴薬品容器を製造。
- 1949年（昭和24年）株式会社に改組。
- 1956年（昭和31年）アルミチューブの製造開始。
- 1978年（昭和53年）ラミネートチューブの製造開始。

## 製品
- エアゾール缶
- アルミチューブ
- ラミネートチューブ
- 樹脂チューブ
- 飲料缶
- 特殊缶
- マーキングペンボディ

など

## 参照
- 武内プレス工業

| スタブアイコン | サブスタブ | この項目は、まだ閲覧者の調べものの参照としては役立たない、企業に関連した書きかけの項目です。この項目を加筆・訂正などしてくださる協力者を求めています（PJ:経済）。 |